# 오디오 타이피스트
오디오 타이피스트(Audio typist)는 자신이 듣는 음성 소스에서 텍스트를 타이핑하는 전문가이다. 원본 음성 문서는 보통 누군가가 딕타폰을 받아 마이크로 카세트에 녹음한다. 오디오 타이피스트는 빠른 속도로 타이핑하는 법을 배웠기 때문에 키보드를 볼 필요가 없기 때문에 모니터를 보거나 타이핑할 때 대기 공간을 주시할 수 있다. 카세트의 재생에는 마이크로 카세트 전사기(아래)라는 전문 플레이어가 사용되어 타이핑 속도를 극대화한다.
오디오 타이피스트나 이 기술을 가진 비서는 이력서에 자신의 속도를 분당 단어(약칭 wpm)로 표기하며, 인터뷰나 지원 과정에서 이 기술의 속도와 정확성을 보여달라는 요청을 받을 수 있다.